# Hidroelektrarna Weinzödl
Hidroelektrarna Weinzödl (nemško Kraftwerk Weinzödl) je ena izmed hidroelektrarn v Avstriji, ki leži na reki Muri. Spada pod podjetje Verbund Austrian Hydro Power. 